# 圣彼得罗·泰尔梅堡
圣彼得罗·泰尔梅堡是意大利艾米利亚-罗马涅大区博洛尼亚省的一个镇。